# Iso Alanteenjärvi
Iso Alanteenjärvi eller Iso Alanne är en sjö i Finland. Den ligger i kommunen Suomussalmi i landskapet Kajanaland, i den centrala delen av landet, 500 km norr om huvudstaden Helsingfors. Iso Alanteenjärvi ligger 202,3 meter över havet. Den är 9,2 meter djup. Arean är 71,8 hektar och strandlinjen är 5,3 kilometer lång. Sjön  ingår i Uleälvens huvudavrinningsområde. 